# Ейлін Гу
Ейлін Гу (англ. Eileen Gu, нар. 3 вересня 2003) — китайська фристайлістка американського походження, дворазова олімпійська чемпіонка 2022 року, чемпіонка світу.

## Олімпійські ігри
| Рік  | Місто        | Слоупстайл | Хафпайп | Біг-ейр |
| ---- | ------------ | ---------- | ------- | ------- |
| 2022 | Пекін, Китай | 2          | 1       | 1       |

## Чемпіонат світу
| Рік  | Місто      | Слоупстайл | Хафпайп | Біг-ейр |
| ---- | ---------- | ---------- | ------- | ------- |
| 2021 | Аспен, США | 1          | 1       | 3       |

## Кубок світу
- 8 перемог: 5 Хафпайп, 2 Слоупстайл, 1 Біг-ейр
- 12 подіумів: 6 Хафпайп, 5 Слоупстайл, 1 Біг-ейр

| Країна | Сезон     | Дата              | Місце прроведення           | Дисципліна | Місце |
| ------ | --------- | ----------------- | --------------------------- | ---------- | ----- |
| США    | 2018–2019 | 12 січня 2019     | Фон-Роме-Одейо-Віа, Франція | Слоупстайл | 2     |
| США    | 2018–2019 | 27 січня 2019     | Seiser Alm, Італія          | Слоупстайл | 1     |
| Китай  | 2019–2020 | 7 вересня 2019    | Cardrona, Нова Зеландія     | Хафпайп    | 2     |
| Китай  | 2019–2020 | 14 лютого 2020    | Калгарі, Канада             | Хафпайп    | 1     |
| Китай  | 2019–2020 | 15 лютого 2020    | Калгарі, Канада             | Слоупстайл | 1     |
| Китай  | 2020–2021 | 21 листопада 2020 | Stubaital, Австрія          | Слоупстайл | 3     |
| Китай  | 2021–2022 | 4 грудня 2021     | Steamboat, США              | Біг-ейр    | 1     |
| Китай  | 2021–2022 | 10 грудня 2021    | Copper Mountain, США        | Хафпайп    | 1     |
| Китай  | 2021–2022 | 30 грудня 2021    | Калгарі, Канада             | Хафпайп    | 1     |
| Китай  | 2021–2022 | 1 січня 2022      | Калгарі, Канада             | Хафпайп    | 1     |
| Китай  | 2021–2022 | 8 січня 2022      | Mammoth Mountain, США       | Хафпайп    | 1     |
| Китай  | 2021–2022 | 9 січня 2022      | Mammoth Mountain, США       | Слоупстайл | 2     |

Оновлення 1 лютого 2022.